# Tjeckien i olympiska sommarspelen 1996
Tjeckien deltog i de olympiska sommarspelen 1996 med en trupp bestående av 115 deltagare, och totalt tog landet 11 medaljer.

## Boxning
Lättvikt
- Jaroslav Konečný
  - Första omgången — Besegrade Idrissa Kabore (Burkina Faso), 16-6
  - Andra omgången — Förlorade mot Veongviact Phongsit (Thailand), 6-20

Lätt mellanvikt
- Pavel Polakovič
  - Första omgången — Besegrade Victor Kunene (Sydafrika), 8-1
  - Andra omgången — Förlorade mot David Reid (USA), 5-12

Mellanvikt
- Ľudovít Plachetka
  - Första omgången — Besegrade Dan Mathunjawa (Swaziland), 20-4
  - Andra omgången — Förlorade mot Dilshod Yarbekov (Uzbekistan), 4-4 (domarbeslut)

Supertungvikt
- Petr Horáček
  - Första omgången — Förlorade mot Adaliat Marnedov (Azerbajdzjan), RSC-2 (01:10)

## Cykling
Herrarnas terränglopp
- Radovan Fořt
  - Final — 2:42:43 (→ 24:e plats)

- Pavel Camrda
  - Final — 2:49:09 (→ 33:e plats)

Damernas terränglopp
- Kateřina Neumannová
  - Final — 2:04.03 (→ 18:e plats)

- Kateřina Hanušová
  - Final — 2:04.05 (→ 19:e plats)

## Friidrott
Herrarnas 800 meter
- Pavel Soukup

Herrarnas 110 meter häck
- Tomáš Dvořák

Herrarnas 20 kilometer gång
- Jiří Malysa
- Tomáš Kratochvíl
- Hubert Sonnek

Herrarnas 50 kilometer gång
- Miloš Holuša — 4:03:16 (→ 27:e plats)

- Hubert Sonnek — fullföljde inte (→ ingen notering)

Herrarnas höjdhopp
- Tomáš Janků

Herrarnas längdhopp
- Milan Gombala
  - Kval — 7,88m (→ gick inte vidare)

Herrarnas kulstötning
- Miroslav Menc

Herrarnas diskuskastning
- Marek Bílek
  - Kval — 59,86m (→ gick inte vidare)

Herrarnas släggkastning
- Pavel Sedláček
  - Kval — 73,98m (→ gick inte vidare)

Herrarnas spjutkastning
- Jan Železný

Herrarnas tiokamp
- Tomáš Dvořák
  - Slutliga resultat — 8664 poäng (→  Brons)

- Robert Změlík
  - Slutliga resultat — 8422 poäng (→ 7:e plats)

- Kamil Damašek
  - Slutliga resultat — 8229 poäng (→ 16:e plats)

Damernas 400 meter
- Hana Benešová
- Helena Fuchsová
- Naděžda Koštovalová

Damernas 800 meter
- Ludmila Formanová

Damernas 4 x 400 meter stafett
- Naděžda Koštovalová, Ludmila Formanová, Helena Fuchsová och Hana Benešová
  - Kval — 3:26,82
  - Final — 3:26,99 (→ 7:e plats)

Damernas höjdhopp
- Zuzana Kováčiková
  - Kval — 1,93m
  - Final — 1,93m (→ 12:e plats)

Damernas spjutkastning
- Nikola Tomečková
  - Kval — 55,02m (→ gick inte vidare)

Damernas diskuskastning
- Zdeňka Šilhavá
  - Kval — 59,24m (→ gick inte vidare)

- Alice Matějková
  - Kval — 60,72m (→ gick inte vidare)

Damernas tresteg
- Šárka Kašpárková
  - Kval — 14,42m
  - Final — 14,98m (→  Brons)

## Fäktning
Herrarnas värja
- Roman Ječmínek

## Kanotsport
Sprint
Herrarnas K-2 500 m
- Karel Leština och Jiří Polívka

Herrarnas K-2 1000 m
- Petr Hruška och René Kučera

Herrarnas K-4 1000 m
- Karel Leština, Pavel Mráz, Martin Otáhal och Jiří Polívka

Herrarnas C-1 500 m
- Martin Doktor

Herrarnas C-1 1000 m
- Martin Doktor

Herrarnas C-2 500 m
- Pavel Bednář och Petr Fuksa

Herrarnas C-2 1000 m
- Pavel Bednář och Petr Fuksa

Damernas K-1 500 m
- Pavlína Jobánková

Damernas K-2 500 m
- Jitka Janáčková och Pavlína Jobánková

Damernas K-4 500 m
- Jitka Janáčková, Kateřina Heková, Kateřina Hluchá och Milena Pergnerová

Slalom
Herrarnas K-1 slalom
- Luboš Hilgert
- Jiří Prskavec

Herrarnas C-1 slalom
- Lukáš Pollert
- Pavel Janda

Herrarnas C-2 slalom
- Miroslav Šimek och Jiří Rohan
- Petr Štercl och Pavel Štercl

Damernas K-1 slalom
- Štěpánka Hilgertová
- Marcela Sadilová
- Irena Pavelková

## Rodd
Herrarnas lättvikts-dubbelsculler
- Michal Vabroušek och Adam Michálek

## Tennis
Herrsingel
- Jiří Novák
  - Första omgången — Förlorade mot Renzo Furlan (Italien) 6-4 4-6 3-6
- Daniel Vacek
  - Första omgången — Besegrade David Prinosil (Tyskland) 6-4 2-6 6-4
  - Andra omgången — Förlorade mot Andrei Olhovskiy (Ryssland) 3-6 6-7